# Prefectura de Yamagata
La prefectura de Yamagata (山形県 Yamagata-ken?) es una prefectura de la región de Tōhoku en Japón. La prefectura de Yamagata tiene una población de 1.027.116 habitantes (septiembre de 2023) y una superficie geográfica de 9.325 km². La prefectura de Yamagata limita con la prefectura de Akita al norte, la prefectura de Miyagi al este, la prefectura de Fukushima al sur y la prefectura de Niigata al suroeste.
Su capital es Yamagata y es ciudad más grande de la prefectura de Yamagata, con otras ciudades importantes como Tsuruoka, Sakata y Yonezawa. La prefectura de Yamagata está situada en la costa occidental del Mar de Japón y sus fronteras con las prefecturas vecinas están formadas por varias cadenas montañosas, el 17% de su superficie total esta designada como Parques Naturales. La prefectura de Yamagata formó la mitad sur de la histórica provincia de Dewa. En su territorio se encuentran las Tres Montañas de Dewa, en donde se ubica la Pagoda de Cinco Pisos de Haguro, reconocida como Tesoro Nacional de Japón.

## Historia

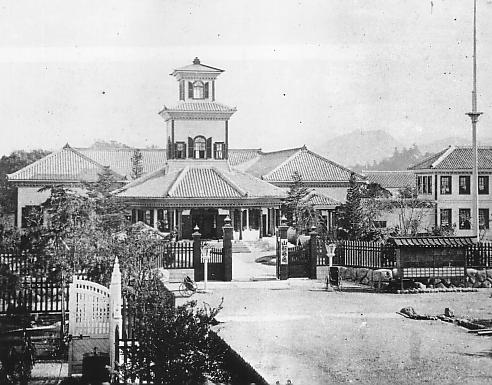
La primera oficina de la prefectura de Yamagata en la era Meiji.

Los nativos Ezo (虾夷) habitaron el área que ahora es conocida como Yamagata. La prefectura de Yamagata y Akita eran conocidas como la provincia de Dewa hasta la Restauración Meiji.
Durante el período Heian (794-1185), la familia Fujiwara (藤原) gobernó la zona. La ciudad de Yamagata floreció durante el período Edo (1603-1867) debido a su condición de ciudad castillo y estación de correos, famosa por el beni (tinte rojo de cártamo utilizado en la producción de seda hilada a mano). En 1689, el famoso poeta de haiku Matsuo Bashō visitó Yamagata durante su viaje de cinco meses a las regiones del norte de Japón.

## Geografía
La prefectura de Yamagata está ubicada en la esquina suroeste de Tōhoku, frente al Mar de Japón. Limita con las prefecturas de Niigata y Fukushima al sur, con la prefectura de Miyagi al este y con la prefectura de Akita al norte.
Al 31 de marzo de 2020, el 17 por ciento de la superficie terrestre total de la prefectura fue designada para Parques Naturales, como el Parque nacional de Bandai-Asahi, los parques cuasi-nacionales Chōkai, Kurikoma y Zaō, además de los parques naturales asignados como propios de la prefectura están el Goshōzan, Kabusan, Kennan, Mogamigawa, Shōnai Kaihin y Tendō Kōgen.

### Ciudades
- Higashine
- Kaminoyama
- Murayama
- Nagai
- Nan'yo
- Obanazawa
- Sagae
- Sakata
- Shinjō
- Tendō
- Tsuruoka
- Yamagata (capital)
- Yonezawa

### Principales pueblos y villas
- Distrito de Akumi
  - Yuza
- Distrito de Higashimurayama
  - Nakayama
  - Yamanobe
- Distrito de Higashiokitama
  - Kawanishi
  - Takahata
- Distrito de Higashitagawa
  - Mikawa
  - Shōnai
- Distrito de Kitamurayama
  - Ōishida
- Distrito de Mogami
  - Funagata
  - Kaneyama
  - Mamurogawa
  - Mogami
  - Ōkura
  - Sakegawa
  - Tozawa
- Distrito de Nishimurayama
  - Asahi
  - Kahoku
  - Nishikawa
  - Ōe
- Distrito de Nishiokitama
  - Iide
  - Oguni
  - Shirataka

## Economía
La prefectura de Yamagata es la mayor productora de cerezas y peras de Japón. También se producen una gran cantidad de uvas, manzanas, melocotones, melones, sandías y caquis.
En 2023, fue considerada la mejor productora de sake de Japón. Entre las fábricas de sakes destacada de la prefectura está Sakata Shuzo.

## Demografía
La prefectura tiene una de las poblaciones más viejas de Japón. En 2004, el 12,8% de la población tenía entre 65 y 74 años, y el 12,1% era de más de 75 años (la cuarta y la tercera más altas de Japón, respectivamente). Más del 40% de los hogares en Yamagata tenían uno o más familiares de una edad mayor de 65 años (una de las tres más altas de Japón).

## Cultura
La prefectura de Yamagata tiene una serie de festivales y eventos anuales. El mayor de todos, el Hanagasa matsuri (花笠祭り), se lleva a cabo en la primera semana de agosto y atrae hasta 300.000 espectadores cada año. La ciudad de Yamagata es sede del Festival Internacional de Cine Documental de Yamagata.
Yamagata tiene una estatua particularmente rara, un Buda Vairocana sentado hecho de madera de zelkova, además de importantes templos y estatuas del período Heian (794-1185) y el período Kamakura (1192-1333).
También tiene su propio dialecto, el Yamagata-ben.

## Política
- Gobernador: Mieko Yoshimura[7]
- Vicegobernador: Masayuki Hirayama